# Mericisca uniformis
Mericisca uniformis är en fjärilsart som beskrevs av Frederick H. Rindge 1972. Mericisca uniformis ingår i släktet Mericisca och familjen mätare. Inga underarter finns listade i Catalogue of Life.